# کیمی موریتا
کیمی موریتا (ژاپنی: 森田 貴美枝؛ زادهٔ ۲۷ فوریهٔ ۱۹۵۸) بازیکن والیبال اهل ژاپن است.